# Iztok Geister
Iztok Geister s psevdonimom Plamen, slovenski pesnik, pisatelj, esejist, pravnik in ornitolog, * 20. avgust 1945, Laško.

## Življenjepis
Iztok Geister se je rodil leta 1945 v Laškem. V dijaških letih je v Kranju skupaj z Markom Pogačnikom in Marjanom Cigličem pripravil šolsko glasilo Plamenica. Objavljene pesmi in risbe so sprožile hudo reakcijo takratnih lokalnih oblasti v Kranju. Iz sodelovanja treh prijateljev se je leta 1966 razvila konceptualistična skupina OHO (1965–1971). Po omenjenem glasilu si je nadel nadimek Plamen, s katerim je objavljal svojo avantgardno poezijo. S to je poleg Šalamuna postal eden najvidnejših predstavnikov slovenske neoavantgarde 70. let 20. stoletja. Študiral je na Pravni fakulteti v Ljubljani.
V 70. letih 20. stoletja je pisal konkretno poezijo, nato naravoslovno in predvsem ornitološko esejistiko, in spet poezijo, literarne eseje, radijske igre in prozo. Doslej je objavil zajetno zbirko knjig (cca. 50), ki so odprle v slovenski besedni umetnosti novo jezikovno in žanrsko poglavje nekje med esejistiko, prozo in naravoslovjem, tako da njegovo delo pripada vrhu slovenske književnosti.
Je eden od treh ustanoviteljev (še Dare Šere in Dare Magajna) Društva za opazovanje in proučevanje ptic Slovenije (DOPPS), kjer je bil od leta 1980-1999 urednik revije Acrocephalus. Leta 1969 je prejel Zlato ptico za poezijo, leta 2001 Rožančevo nagrado za esej, leta 2004 nagrado Prešernovega sklada za prozo in 2020 Zlatnik poezije.
Bil je tudi en od pobudnikov in nato ustanoviteljev Slovenskega odonatološkega društva, v katerega so od ustanovitve (leta 1992) dalje združeni slovenski raziskovalci in ljubitelji kačjih pastirjev. V letih 1992–1995 je bil njegov predsednik. Pripravil je tudi seznam slovenskih imen kačjih pastirjev, ki so od takrat pri nas v veljavi.

## Dela

### Poezija
- OHO (samozaložba,1966, ponatis 2018)
- Pegam in Lambergar (samozaložba, 1968)
- Ikebana (Obzorja, 1969)
- Žalostna majna (DZS, 1969) nagrada Zlata ptica
- Pesmi (MK, 1972)
- Parjenje čevljev (Obzorja, 1977)
- Večni krog  (Zaklad, 1995)
- Plavje in usedline (Nova revija, 1996)
- Ptičja strašila (samozaložba, 1996)
- Besede ženskega pomena (ZFK, 2002)
- Hvalnica ruju (ZFK, 2004)
- Lepolistje (ZFK, 2007)
- Potonikini vrtovi (ZFK, 2022)
- Tihe stvari (2024) (risbe Marko Pogačnik)

### Zborne objave poezije
- Polnočne metamorfoze (EVA, samozaložba, 1966)
- Ranunculus L., zlatica (Katalog 2, Obzorja, 1969)
- Ilustracije posvečene m.l. (PericarežeracireP, Obzorja, 1969)
- Sedem sprehodov z žensko s čopičem v laseh (Lirikon 21,Poetikon,2007)
- Sedem krvoločnih mačk (Vilenica 23, 2008)

### Prevod poezije
- Haiku (DZS, 1973)

### Proza
- Pospala poželenja (ZFK, 2002) nagrada Prešernovega sklada
- Mojster zloženih peruti (MK, 2003)
- Stol za enega (CZ, 2006)
- Zverinice Nadiških dolin (Topolovo, 2009)
- Risarica (ZFK, 2012)
- Newyorški dnevnik (ZFK, 2013)
- Drhtenja (2022)

### Radijske igre
- Hudičeva mati (Radio Trst, 1989)
- Listna ljubica (Radio Ljubljana, 1990)
- Razodetje fige (Radio Ljubljana, 1990)

### Esejistika
- Zgodbe iz grmovja (Kmečki glas, 1988)
- Prelestne prikazni (samozaložba, 1990)
- Gozd skušnjav (samozaložba, 1990)
- Zagovori narave (samozaložba 1994)
- Levitve (MK, 2001) Rožančeva nagrada
- Ko ogenj spi in je voda zvezana (ZFK, 2002)
- Popotovanje od Pirana do Ankarana (ZFK, 2006)
- Dopuščanje narave (MK, 2006)
- O zaupanju v naravo (ZFK, 2022)
- Tako imenovane stvari (ZFK, 2022)
- Soočenje z naravo: eseji o divjini in kulturi (2025)

Poljudna znanost
- Ptice okoli našega doma (Kmečki glas, 1977)
- Slovenske ptice (MK, 1981)
- Nenavadni izleti (CZ, 1988)
- Ljubljansko barje (Tehniška založba, 1994)
- Ornitološki atlas Slovenije (DZS, 1995)
- Naravna znamenitost Bobovek (ZVNKD Kranj, 1995)
- Nakelska Sava (MOP, 1998)
- Ali ptice res izginjajo? (Tehniška založba, 1998)
- Izbrana življenjska okolja rastlin in živali v Sloveniji (Modrijan, 1999)
- Sečoveljske soline (Kmečki glas, 2004)
- Doživetja krasa (ZFK, 2005)
- Naravni zakladi Brda pri Kranju (JGZ Protokolarne storitve RS, 2006)
- Razodetja ptičjih imen (ZFK, 2008)
- Naravoslovni sprehodi na Brdu pri Kranju (ZFK 2009)
- Narava, kot jo vidi narava (ZFK 2010)
- Doživeti Škocjanski zatok (ZFK & DOPPS, 2016)

### Otroška slikanica
- Gobe v knjigi (edicija OHO, 1966)
- Steklenica bi rada pila (samozaložba, 2013)